# Руски Храбовец
Руски Храбовец (слч. Ruský Hrabovec) насељено је мјесто са административним статусом сеоске општине (слч. obec) у округу Собранце, у Кошичком крају, Словачка Република.

## Становништво
| Година:    | 1994. | 2004.   | 2014.    | 2024.    |
| ---------- | ----- | ------- | -------- | -------- |
| Број људи: | 373   | 362     | 318      | 277      |
| Разлика:   |       | -2,94 % | -12,15 % | -12,89 % |

| Година:    | 2023. | 2024.   |
| ---------- | ----- | ------- |
| Број људи: | 284   | 277     |
| Разлика:   |       | -2,46 % |

Према подацима о броју становника из 2024. године насеље је имало 277 становника.